# Swammerdamella pygmaea
Swammerdamella pygmaea är en tvåvingeart som först beskrevs av Friedrich Hermann Loew 1864.  Swammerdamella pygmaea ingår i släktet Swammerdamella och familjen dyngmyggor.
Artens utbredningsområde är Maryland. Inga underarter finns listade i Catalogue of Life.